# 1-й Криворожский коммунистический полк
1-й Криворожский коммунистический полк — воинское формирование периода Гражданской войны.

## История
Сформирован в марте-мае 1919 года на базе партизанских и других отрядов Криворожья. Формирование было ускорено в связи с контрреволюционным мятежом атамана Григорьева. Активное участие в создании приняли большевики П. Ф. Сиволап, Б. П. Рейниш, К. Г. Мироненко, пехотные подразделения формировал К. В. Мохур, кавалерийский эскадрон — М. Д. Меренко. Состоял из 400 стрелков и эскадрона 120 конников. Командир полка Д. М. Мануйлов, заместитель командира — К. В. Мохур.
В мае 1919 года перешёл в распоряжение командующего группой Мерефо-Херсонского фронта А. Я. Пархоменко и начал боевые действия с частями атамана Григорьева. Участвовал в боях за станцию Долинскую, под Блакитной. В боях под Большой Александровкой уничтожил 1 тысячу бандитов, бронепоезд, захватил 100 вагонов, 2 пушки, 12 пулемётов, много пленных. После сражений на Никопольском фронте в составе осталось 150 бойцов. В августе 1919 года полк объединился с 1-м Советским ударным полком Южной группы советских войск, воевал против генерала Шкуро.
В 1920 году расформирован.

## Награды
- Красное Знамя Криворожского революционного комитета (май 1919)[1].